# Karnevalssitzung
Karnevalssitzungen sind Veranstaltungen, die in Karneval, Fastnacht und Fasching stattfinden. Den meistens kostümiert erscheinenden Gästen wird ein Programm aus verschiedenen karnevalistischen Darbietungen geboten: Wortbeiträge, Lieder zum Mitsingen, Musik und Tanzeinlagen.

## Ursprung
Infolge einer wirtschaftlichen Krise, die Köln nach Beginn der Preußenherrschaft 1815 durch den Wegfall französischer Schutzgesetze traf, stagnierte die Weiterentwicklung des Kölner Karnevals zunächst: Die bürgerliche Gesellschaft feierte ihre Maskenbälle in Privathäusern separiert vom einfachen Volk, das wiederum den öffentlichen Raum für ausgelassenes Treiben auf den Straßen und in Kneipen nutzte. Die Freude an Maskeraden nahm, wie es zeitgenössische Chronisten beschrieben, immer weiter ab.
Hierdurch reduzierten sich die Einnahmen aus den von den Franzosen eingeführten und von den Preußen zunächst beibehaltenen „Lustbarkeitsabgaben“, die in Form gebührenpflichtiger Maskenkarten erhoben wurden. Diese Abgaben waren für die Kölner Armenverwaltung bestimmt, die sich dadurch mit finanziellen Einbußen konfrontiert sah. Mit der vollständigen Abschaffung des Systems der Lustbarkeitsabgaben 1821 verschlechterte sich diese Situation noch.
Die zu reichsstädtischer Zeit noch von den Klöstern und Stiften übernommene Armenverwaltung, zuständig für Kranken- und Waisenhäuser Kölns, war eine wichtige und vom Volk wahrgenommene gesellschaftliche Bühne der wohlhabenden Kölner, die in ihrem Beirat saßen. Diese Beiräte setzten sich bei den preußischen Behörden bald für eine Wiederzulassung der Lustbarkeitsabgaben in Verbindung mit der Einführung eines großen Maskenumzugs ein. So waren es schließlich die Funktionäre der Armenverwaltung, unter ihnen deren Präsident Heinrich von Wittgenstein und einige Stadträte, die 1823 die Grosse Karnevalsgesellschaft (heutige Die Grosse von 1823) gründeten, aus deren Reihen die „Festordner“ gewählt wurden.
Ab dem Folgejahr trafen sich die Mitglieder der Grossen Karnevalsgesellschaft (auch „Grosser Rat“ genannt) jährlich um Neujahr zu einer Generalversammlung, um aus ihren Reihen ein „Festordnendes Comitée“ („Kleinen oder lustigen Rat“) zu wählen, das die Organisation des folgenden Karnevalsfestes übernehmen sollte. Zum ersten Präsidenten und Sprecher wurde Heinrich von Wittgenstein gewählt. Hieraus entstand 1889 eingetragener Verein das Festkomitee Kölner Karneval, das heute unter anderem den Rosenmontagszug organisiert.
Des Weiteren wurden die bisherigen seit dem Mittelalter bekannten Tanz- und Redeaufführungen in karnevalistischen Sitzungen einheitlich gestaltet. Die öffentlichen Karnevalssitzungen wurden zunächst unterschieden in Sitzungen für die Vereinsmitglieder und in die sogenannten Fremdensitzungen, zu denen Gäste – nach Lösung einer Fremdenkarte – ausdrücklich willkommen waren. Ab den 1840er Jahren wurden die Sitzungen zudem unterschieden in Herren- und Damensitzungen. Auf diese Weise konnten die Veranstalter das Programm jeweils ihrem Adressatenkreis entsprechend anpassen. 
Die Karnevalssitzungen boten vielen Vereinsmitgliedern Betätigungsfelder, wobei eine unterschiedliche Intensität der Mitwirkung möglich war. Lieder mussten getextet und vertont werden, wobei man dem Text meist eine bekannte Melodie unterlegte. Büttenreden.  mussten geschrieben und vorgetragen oder kleine Theaterstücke erdichtet und aufgeführt werden. Die Gestaltung der Maskenzüge wurde in einem engeren Kreis in den Komiteesitzungen geplant. Eine aktive Rolle in einer Karnevalsgesellschaft zu übernehmen bedeutete, viel Zeit und Energie in das närrische Unternehmen zu investieren.
Ob die formalen Elemente des Sitzungskarnevals von Beginn an ein immer wiederkehrendes Schema erkennen ließen, ist angesichts der dünnen Quellenlage nicht zu sagen. Immerhin finden sich bereits in den ersten Jahren Elemente in den Karnevalssitzungen, die seitdem zu einer festen Einrichtung wurden: so v. a. die närrischen Reden in Versform oder Prosa, Theaterstücke und die gemeinsam gesungenen Karnevalslieder. Dabei wechselten sich meist Hochdeutsch und Dialekt ab.
Die Lieder hatten einen hohen Stellenwert in den Sitzungen und trugen nicht unbeträchtlich zur Stimmung und zum Gemeinschaftsgefühl bei. Die größeren Karnevalsgesellschaften sammelten sie in Liederheften, die ständig aktualisiert wurden. In den 1880er Jahren wurde es in den größeren Karnevalsgesellschaften in Köln üblich, eigens für jede Sitzung ein Liederheft vorzulegen; alle Liederhefte einer KG wurden dann am Ende der Session zu einem voluminösen Jahr- und Liederbuch zusammengebunden und verkauft. Ab 1827 entwickelte sich der Brauch, gleiche Kappen zu tragen: „Gleiche Brüder, gleiche Kappen!“

## Veranstalter
Veranstaltet werden Karnevalssitzungen meist von Karnevalsvereinen oder einem Festkomitee bzw. Festausschuss – aber auch von Unternehmen, Verbänden bis hin zu Kirchengemeinden.
Bis vor wenigen Jahren war es Ziel insbesondere der großen Kölner Karnevalsvereine, möglichst viele Formen der Karnevalssitzungen für möglichst viele Zielgruppen anzubieten:
- Kindersitzung
- Seniorensitzung
- Volkssitzung / Milljöhsitzung
- Damensitzung / Mädchensitzung
- Herrensitzung
- Kostümsitzung
- Prunksitzung / Große Prunksitzung

Nicht zuletzt aufgrund stark gestiegener Eintrittspreise infolge höherer Kosten für Mieten, Genehmigungen, Auflagen und Künstlerhonorare und damit sinkender Zuschauerzahlen kann dies nicht mehr geboten werden. Viele Karnevalsvereine führen daher nur noch ein bis zwei Sitzungen durch oder beschränken sich auf eine Kooperation mit anderen Gesellschaften.

## Umfang der Sitzungen
Der Umfang der Karnevalssitzungen ist je nach Veranstalter unterschiedlich; es gibt kleine Sitzungen mit bis zu wenigen hundert Gästen, aber auch Sitzungen mit Tausenden kostümierten Gäste, besonders in den Karnevalshochburgen. Zur Lachenden Kölnarena erscheinen durchschnittlich 10.000 Zuschauer je Sitzung, also pro Session bis zu 120.000 Zuschauer.

## Mitwirkende und Rollen

### Elferrat und Sitzungspräsident

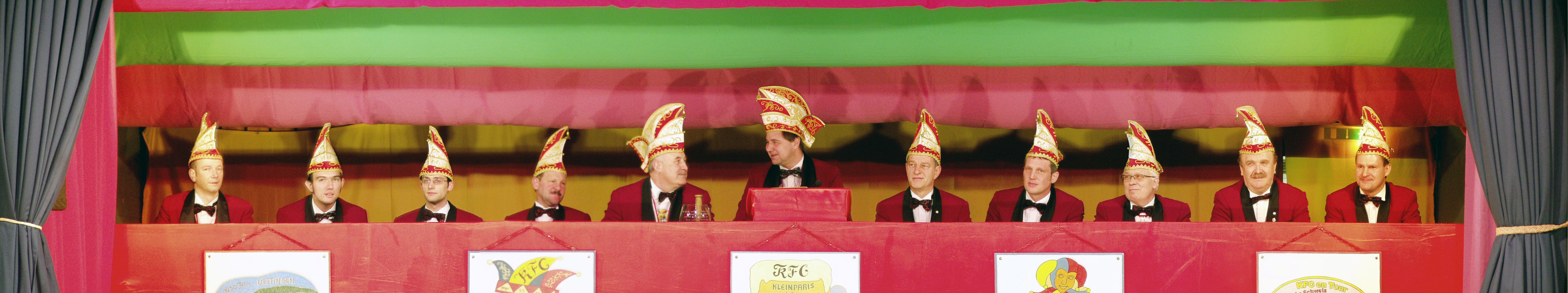
Elferrat bei einer Prunksitzung

Oft sitzt auf einem Podium an der Rückseite der Bühne der sogenannte Elferrat mit dem Sitzungspräsidenten in seiner Mitte. Diese stehen gemeinsam der Sitzung vor.
Der Sitzungspräsident ist meist, aber nicht zwingend Mitglied des Elferrats. Zu seinen Aufgaben gehören die Programmplanung und -durchführung. Im Kölner Karneval ist es üblich, dass die Programmplanung vom sogenannten Literaten übernommen wird. Der Sitzungspräsident steht im Rampenlicht und kündigt wie ein Conférencier die einzelnen Nummern an.

### Tollitäten
Höhepunkt vieler Karnevalssitzungen ist der Einmarsch des örtlichen Karnevalsprinzen, des Karnevalsprinzenpaars oder des Dreigestirns.

### Ballett
Tänze und Choreographien werden von Gardetanzgruppen, Showtanzgruppen, Männerballett/Hausfrauenballett, Funken- bzw. Tanzmariechen und weiteren Tanzgruppen dargeboten.

### Büttenredner
Reine Wortbeiträge bezeichnet man als Büttenrede. Hierbei stehen Humor und satirische Kritik an Prominenten und politischen Akteuren aller Ebenen im Vordergrund, in der Tradition des (Hof-)Narren. Eine Besonderheit sind die Reimredner, die ihre Rede in Reimform präsentieren.

### Närrisches Duo / Zwiegespräch
Hier unterhalten oder „beharken“ sich zwei Protagonisten und spielen sich wechselseitig die Pointen zu. Klassiker dieses Genres waren das Colonia Duett und Fraa Babbisch und Fraa Struwwelisch. Auch fiktive Paare mit Lokalkolorit wie Tünnes und Schäl werden immer wieder auf die Bühne gebracht.

### Sänger, Chöre und Bands
Die Bandbreite reicht hier von Gesangssolisten über Bänkelsänger und Chöre (wie die Mainzer Hofsänger) bis zur Band. Dargeboten werden Stimmungs-, Trink- und lokalpatriotische Lieder, aber teilweise auch sentimentale Titel und von den Bänkelsängern auch satirische Stücke.
Auch Spielmannszüge und Tambourcorps finden sich im Karneval.

### Show-Gruppen
Show-Gruppen kombinieren in ihren Auftritten die vorgenannten Beitragsformen in unterschiedlicher Gewichtung, bzw. unterhalten das Publikum mit akrobatischen und anderen spektakulären Darbietungen.

### Begleitmusik
Die akustische Untermalung übernimmt eine Band oder eine Kapelle. Sie intoniert einen Marsch beim Auftritt der Akteure (z. B. in Mainz der Narrhallamarsch), begleitet die Tanz- und Gesangsnummern und quittiert die Pointen in Büttenreden und Sketchen mit einem Tusch.
In Franken gehört auch der Fränkische Fastnachtmarsch (Es lebe unsere Fasenacht) dazu.
Bei kleinen Veranstaltungen kann die Musik auch von einem Ein-Mann-Orchester, einem Orgelspieler oder von Tonträgern beigesteuert werden.

### Gastvereine
Häufig nehmen an einer Karnevalssitzung auch Vertreter anderer Vereine teil. Gegebenenfalls ergänzen diese auch mit ihrem Elferrat und ausgewählten Akteuren die Veranstaltung.

### Weitere Akteure
Der Kreativität bei den Darbietungen sind kaum Grenzen gesetzt. Gelegentlich finden sich auch Parodisten, Stimmenimitatoren, komische Jongleure, komische Zauberkünstler, Bauchredner etc. als Programmpunkte auf Karnevalssitzungen.

## Ordensverleihung
Nach ihrem Auftritt erhalten die Aktiven oft einen Karnevalsorden. Manchmal werden in einem gesonderten Programmpunkt verdiente Karnevalisten ausgezeichnet.

## Verschiedene Arten der Karnevalssitzungen

### Vorstellabend
Diese Art der Sitzung findet oft unmittelbar vor Beginn der Faschingszeit statt und dient der Vorstellung des Repertoires und als Probelauf für die Talente eines Vereins für die kommende Session. Mit diesen Präsentationen werden auch Gastauftritte bei anderen Gesellschaften angebahnt.

### Prinzenproklamation
Bei einer der ersten Karnevalssitzungen der Session werden der Prinz, das Prinzenpaar oder das Dreigestirn in ihr Amt erhoben und proklamiert. Hierbei erhalten sie ihre Insignien, je nach Region z. B. Zepter, Federn und Orden beim Prinzen, Zepter bei der Prinzessin, Dreschflegel beim Bauern, Spiegel bei der Jungfrau.
Die Prinzenproklamation wurde im Dritten Reich von den Nazis in den Karneval eingeführt und nach dem Zweiten Weltkrieg in ihrer Form beibehalten.

### Prunksitzung
Die Prunksitzung ist eine öffentliche „Tagung“ des Elferrates in Form einer Revue. In einigen Orten wird das Motto der Session in der Prunksitzung verkündet und ist oft auch deren Thema. In Wort- und Gesangsbeiträgen werden lokale, regionale und globale Ereignisse des vergangenen Jahres und Prominente persifliert und satirisch überzeichnet. Auch der Gardetanz darf in keiner Prunksitzung fehlen.
Im Gegensatz zu anderen Karnevalsveranstaltungen erscheint der Großteil des Publikums in Abendgarderobe, sofern nicht vom Veranstalter eine Kostümierung erwünscht ist. Heute ist das Erscheinen in Abendgarderobe seltener geworden, die meisten Sitzungen werden in bunter Kostümierung und lockerer Atmosphäre durchgeführt.

### Stunksitzung
Die Stunksitzung ist eine alternative kabarettistische Sitzung. Die Bezeichnung spielt auf die „Prunksitzungen“ des organisierten Sitzungskarnevals an, von denen sich die Stunksitzung bewusst abgrenzt. Der Ausdruck Stunk ist eine Abwandlung von Gestank und steht für Provokation und angezettelten Streit.

### Bekannte Fernsehsitzungen
- Fastnacht in Franken (Bayerischer Rundfunk)
- Mainzer Fastnacht
  - Mainz bleibt Mainz, wie es singt und lacht
- Aachener Karneval
  - Orden wider den tierischen Ernst
- Kölner Karneval
  - Kölle Alaaf (2006 von RTL abgesetzt)
  - Karneval in Köln (ARD-Fernsehsitzung)
- Villacher Fasching
- Schwaben weissblau (Bayerischer Rundfunk)